# Apologies, I Have None
Apologies, I Have None est un groupe britannique de punk rock, originaire de Londres, en Angleterre.

## Histoire
Apologies, I Have None débute en tant que groupe de deux musiciens, Dan Bond et Josh Mckenzie. En 2007, ils sortent leur premier EP, Done, disponible en CD et en téléchargement gratuit sur leur site web. Le 18 mars 2009, ils sortent leur deuxième EP Two Sticks and Six Strings. Plus tard en 2009, ils élargissent leur formation en ajoutant PJ Shepherd à la basse et Joe Watson (乔 沃森) à la batterie.
Le 1er avril 2010, Apologies, I Have None sort un double 7" face A, comprenant les titres Sat In Vicky Park et Joiners and Windmills. En mars 2011, Apologies, I Have None participe à l'émission The Punk Show with Mike Davies sur BBC Radio 1,. L'émission comprenait plusieurs titres enregistrés dans les studios de la BBC à Maida Vale à Londres, ainsi qu'une interview de Mike Davies. Apologies, I Have None tourne régulièrement au Royaume-Uni et en Europe, et enregistre en mai et juin 2011 un nouvel album dont la sortie est prévue pour 2012. Le 19 mars 2012, Apologies, I Have None sort son premier album, London. Le groupe autoédite la version CD, tandis que le label punk londonien Household Name Records l'édite en version vinyle. Le label presse également une édition limitée en vinyle blanc, dont seulement 75 exemplaires sont produits. Cette édition est ensuite éditée par Uncle M Music en Allemagne. Pendant le week-end des vacances d'août 2012, Apologies, I Have None ouvre la scène Lock Up le dimanche et le vendredi respectivement aux festivals de Reading et de Leeds.
Le 20 février 2014, le groupe annonce via sa page Facebook que le membre fondateur Dan Bond avait quitté le groupe et qu'il continuerait en tant que trio. Simon Small rejoint ensuite le groupe à la guitare. En 2014, le groupe sort son EP Black Everything sur Uncle M Music. La même année, ils ont fait une tournée en Europe en jouant dans de nombreux festivals et spectacles, notamment Hurricane et Southside et Groezrock. Le 22 août 2014, le groupe annonce via sa page Facebook que le bassiste PJ Shepherd quitte le groupe, remplacé plus tard par James Hull. En novembre 2014, le groupe rejoint The Smith Street Band et The Front Bottoms pour une tournée à guichets fermés en Australie où Lee Hartney était à la basse.
En 2014 et 2015, le temps est consacré à l'écriture et à l'enregistrement de Pharmacie - la suite de London sorti en 2012. L'album sort en 2016 et attire l'intérêt de la presse spécialisée,. Puis le groupe part en tournée européenne cette même année pour la promotion de l'album. Depuis le groupe continue ses concerts, les derniers connus datant de 2022.

## Discographie

### Albums studio
- 2012 : London (Household Name Records)
- 2016 : Pharmacie

### EP
- 2007 : Done
- 2009 : Two Sticks and Six Strings
- 2010 : Sat in Vicky Park
- 2011 : Apologies, I Have None / Calvinball / Onsind (split)
- 2012 : Clapton Pond
- 2014 : Black Everything (Beach Community / Uncle M)